# 고바야카와 다카카게
고바야카와 다카카게(일본어: 小早川隆景 코바야카와 타카카게[*])는 센고쿠 시대에서 아즈치모모야마 시대에 활약한 센고쿠 무장・다이묘이다. 모리 모토나리의 3남으로 모리 료센(毛利両川)의 한 사람이다. 어릴 때 이름은 도쿠주마루(徳寿丸)이며 통칭은 마타시로(又四郎)다.

## 생애

### 고바야카와 가문 상속
덴분 2년(1533년) 모리 모토나리와 묘쿄 부인의 3남으로 태어났다.
덴분 13년(1543년)에 다케하라(竹原) 고바야카와가의 당주 고바야카와 오키카게가 후사를 남기지 않고 사망했기 때문에 그의 양자가 되었다. 모토나리의 조카(모리 오키모토의 딸)가 오키카게의 아내였던 인연도 있어 다카카게가 양자로 들어가는 과정은 평화적으로 진행되었으며, 다카카게는 다케하라 고바야카와 가문의 당주가 되었다. 덴분16년(1547년) 오우치 요시타카가 빈고 간나베성을 공략할 때 종군해 첫 출진[初陣]을 치렀다. 이때 다카카게는 간나베 성의 지성인 류오산 요새를 고바야카와 군 단독으로 떨어뜨리는 공적을 세워 요시타카로부터 칭찬을 받았다.
고바야카와 씨의 본가 누타(沼田) 고바아캬와가의 당주 고바야카와 시게히라는 어린데다가 병약했기 때문에, 요시타카는 아마고씨의 침공이 시작되면 막을 수 없다며 걱정하고 있었다. 결국 덴분 19년(1550년) 요시타카는 모토나리와 협력해 시게히라를 아마고와 내통한다는 죄를 씌워 구금했다. 주위의 반대에도 불구하고 강제적으로 은거・출가하도록 몰아붙이는 한편 다사카 요시아키 등 누타 고바야카와가의 중신들을 정리했다. 그 후 다카카게는 시게히라의 누나를 아내로 맞아 사실상 누타 고바야카와 씨를 지배하에 두고 그 가독을 이었다. 이렇게 해서 다카카게는 누타・다케하라 양쪽 고바야카와 가문을 합체・통일한 모양으로 고바야카와가의 당주가 되었다.

### 모리 모토나리 시대
이 사건 이후 고바야카와가는 모리 문중에 포함되어 모리 직할의 정예 수군으로 활약하게 된다. 모리가 일약 시대의 무대로 뛰어오른 계기가 된 고지 원년(1555년)의 이쓰쿠시마 전투에서도, 다카카게가 이끄는 고바야카와 수군은 스에 하루카타가 이끄는 오우치 수군을 격파하고 해상을 봉쇄해 모리군의 승리에 커다란 공헌을 했다. 노미 무네카쓰를 통해 무라카미 수군을 아군으로 끌어들이는 책략에도 공적을 올렸다고 한다.
고지 3년(1557年) 모토나리가 은거하면서 다카카게는 형 깃카와 모토하루와 함께 “모리 료센”이라 하여 모리 가문의 중추가 된다. 겐키 2년(1571년)에 모토나리가 사망하고 모리 데루모토(毛利輝元)가 가독을 잇자 모토하루와 함께 데루모토의 보좌역을 맡는다. 다만 모토하루가 군사면을 담당한 반면 다카카게는 수군의 정보수집력을 활용해 주로 정무・외교면을 담당했다고 한다.

### 오다 노부나가와의 전쟁
덴쇼 3년(1575년)에 들어서자 동쪽의 오다 노부나가 세력이 모리의 영지에 육박한다. 이에 형 모토하루가 산인 지방을 담당하고 다카카게는 산요 지방의 군사를 담당해 오다측과 싸운다. 덴쇼 3년(1575년)에 미무라 모토치카가 오다측과 내통해 배반하자 그 토벌을 맡는다. 더불어 분고의 오토모 소린이 노부나가와 손잡고 침공해 오자 수군을 이끌고 오토모 군과 싸운다.
그러나 오다가의 주고쿠방면군 사령관 하시바 히데요시(도요토미 히데요시)의 지휘 아래서 오다 군의 침공은 점점 격렬해졌다. 덴쇼 10年(1582년)에는 시미즈 무네하루가 지키는 빗추 다카마쓰성이 포위당해, 다카카게는 데루모토・모토하루와 함께 모리 가문 주력 3만을 이끌고 구원에 나섰다. 하지만 이 시점에서 이미 3만의 오다 군과 병력이 팽팽한 상태였는데, 5월에 다케다가를 멸망시킨 노부나가의 본군이 쥬고쿠 지방을 향해 출병을 준비하는 것을 알게 된다. 다카카게는 모리가 오다에게 이길 가능성이 없다고 판단해 안코쿠지 에케이를 통해 하시바 히데요시와의 평화교섭을 비밀리에 진행한다.
그해 6월 혼노지의 변이 발생해 오다 노부나가가 사망하고 히데요시는 아케치 미쓰히데 토벌을 위해 기나이에 병사를 돌려야만 했다. 히데요시를 추격해야만 한다는 깃카와 모토하루・모토나가 부자에게 다카카게는 「맹세를 쓴 종이의 피가 마르기도 전에 추격하는 것은 불의한 일이며, 노부나가의 죽음에 편승하는 일은 상서롭지 못한 일이다」고 주장해, 모리 군이 하시바 군을 추격하는 일은 없었다고 한다. 그 외에 히데요시가 기나이에 향할 때 다카마쓰 성을 둘어싸고 있던 제방을 무너뜨리는 바람에 양군 사이에 수렁이 생기는 바람에 추격이 불가능하게 되었다는 설도 있다.
덴쇼 10년(1582년) 다카카게는 거성을 니타카야마성에서 미하라성으로 옮긴다.

### 도요토미 정권

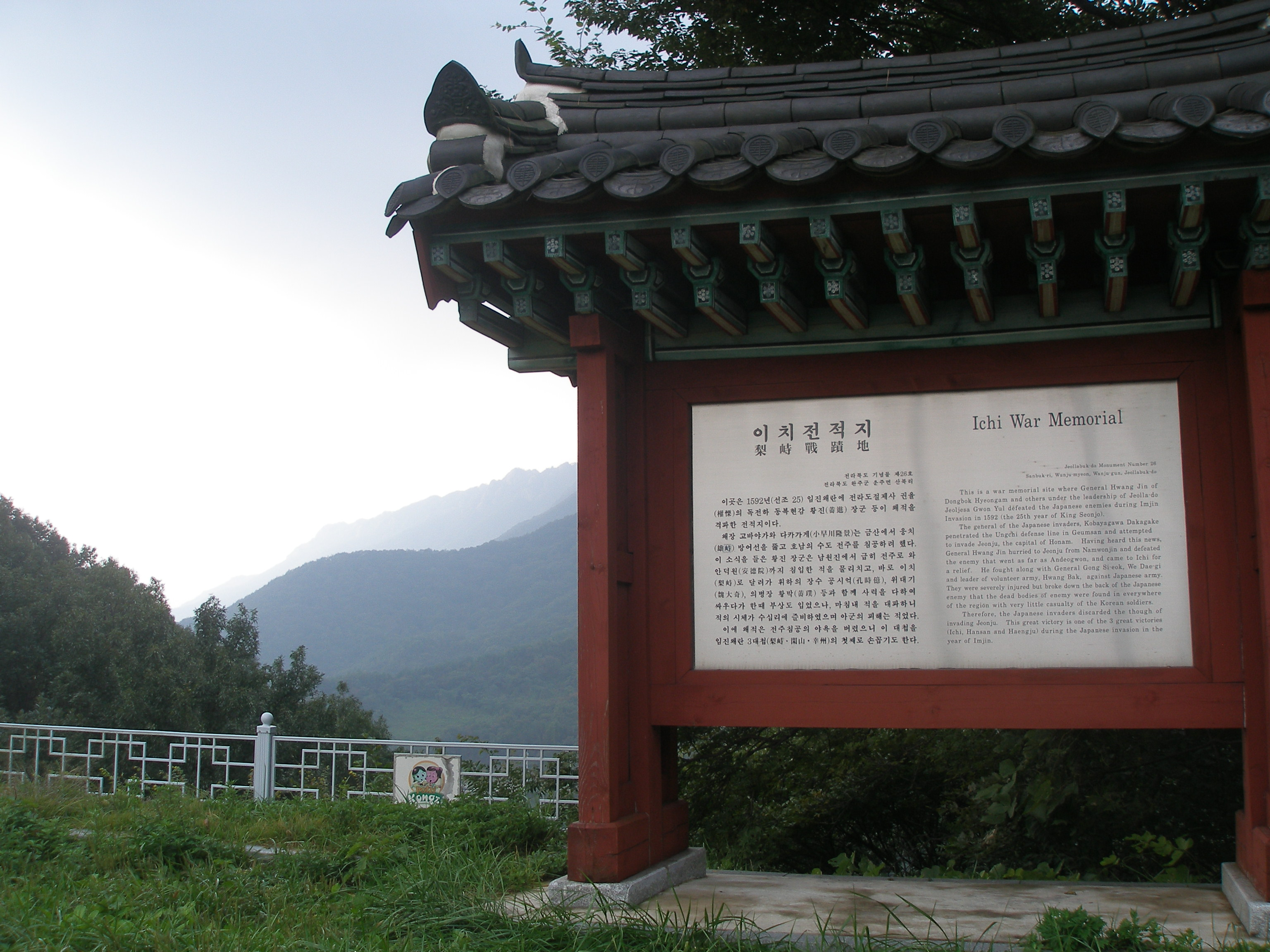
고바야카와가 황진에게 패퇴한 이치전투의 기념비(대둔산 이치)

덴쇼11年(1583년)의 시즈가타케 전투 때는 중립을 지켰으나 이 전투에서 하시바 히데요시가 시바타 가쓰이에를 격파하자 모리씨는 그 때까지의 관망 노선을 버리고 히데요시에게 복속한다. 이때 양자인 모리 모토후사(고바야카와 히데카네)를 히데요시에게 인질로 보낸다.
이후에는 히데요시에게 적극적으로 협력하여 덴쇼13년(1585년)의 시코쿠 정벌 때는 이요의 고노 미치나오를 격파하는 등 공적을 세워 전후 히데요시에게 이요노쿠니를 영지로 하사받았다. 덴쇼 14년(1586년)부터의 규슈 정벌에도 참가하여 전후 히데요시로부터 지쿠젠・지쿠고・히젠1군 총 37만 1300석을 하사받았다. 하지만 규슈 정벌에서 형 모토하루와 그의 적장자 깃카와 모토나가가 차례로 죽는 바람에 다카카게는 혼자 데루모토를 보좌하게 된다. 덴쇼 16년(1588년)에는 히데요시에게 하시바 성(羽柴姓)을 받는다. 덴쇼 18년(1590년)엔 오다와라 정벌에도 종군한다.
덴쇼 20년(1592년) 히데요시의 명령으로 분로쿠의 역이 발발하자 다카카게는 노구를 이끌고 2년째에 출진하여 1592년 이치 전투에서 1만여 명의 병력을 가지고도 권율이 이끄는 1천여 명의 조선군에게 패퇴하기도 했으나 분로쿠 2년(1593년) 다치바나 무네시게와 함께 벽제관 전투에서 명나라군을 격파하는 공을 세운다.
임진왜란 종료 후에는 귀국하여 히데요시로부터 고다이로의 지위에 임명된다. 분로쿠 4년(1595년)에 양자 고바야카와 히데아키에게 가독을 물려주고 은퇴, 칩거하였으며, 게이초 2년(1597년) 6월 12일에 65세의 나이에 뇌졸중으로 사망한다.

## 인물
- 다카카게의 고바야카와 씨(小早川氏)와 모토하루의 깃카와 씨(吉川氏) 두 가문이 본가인 모리 가문을 지탱하고 있었기 때문에 두 가문을 "모리의 두 강(川)"이라고 칭했다(모리 료센). 하지만 다카카게가 죽은 후엔 후계자가 없었고 가문 내의 대립을 막아줄 중진도 존재하지 않게 된다. 따라서 이 체제는 붕괴되고 세키가하라 전투를 전후해 가문의 분열・부전패・감봉 등이 이어졌다.
- 모리 다카모토·깃카와 모토하루는 동복형제이다.
- 둘째 형 모토하루와 함께 모리가의 발전에 기여한 명장이다. 주로 산요 지방을 담당했으며 수군 지휘관으로 공헌했다.
- 도요토미 정권하에서는 고다이로의 한사람을 맡았다.
- 친자식은 없었고 양자로써 이복동생인 모리 히데카네(모토나리의 9남)와, 기노시타 이에사다의 5남이며 도요토미 히데요시의 양자인 하시바 히데토시(羽柴秀俊; 고바야카와 히데아키)를 맞아들였다.
- 관례를 올리기 전에 고바야카와가에 들어갔기 때문에 그의 이름에는 모리 가문의 돌림자인 「元」가 들어있지 않으며, 오우치 요시타카에게서 따온 돌림자인 「隆」와 고바야카와가 돌림자인 「景」로 이름을 지었다. 깃카와가에 들어간 친형 모토하루와는 대조적으로 평생 한 번도 「모리 다카카게」란 이름을 내세운 적이 없다.
- 고바야카와 히데아키(당시는 기노시타 히데토시)는 친자식이 없었던 도요토미 히데요시의 후계자로서 양육되고 있었다. 하지만 히데요시에게 아들 히데요리가 태어남에 따라 히데아키의 처우를 고민하게 된 히데요시는 히데아키를 모리 씨의 양자로 내보내려 획책한다. 다카카게는 히데요시의 진의를 알아차리고, 본가의 후계자를 다른 집안에서 온 양자가 잇는 것에 저항한다. 이에 다카카게는 히데요시의 책략이 실행에 옮겨지기 전에 동생 호이다 모토키요의 아들 모리 히데모토를 데루모토의 양자로 들인다. 그리고 자신이 친자식이 없는 점을 들어 히데요시에게 히데아키를 양자로 달라 간원하고 승낙받는다. 히데요시도 다카카게의 본심을 눈치채고 있었지만 모리 가문을 생각하는 그 마음에 감동하여 히데아키의 입사에 의해 고바야카와 가 적장자에서 물러나게 된 고바야카와 히데카네를 독립시켜 다이묘로 발탁한다. 다카카게 사후 세키가하라 전투 때 히데아키의 배반과 그의 요절로 인해 고바야카와 가문은 게이초 7년(1602년)에 단절되어 버리지만(다만 고바야카와란 이름은 히데카네의 아들 요시히사가 잇는다), 다카카게의 심모원려 덕분에 모리 가문은 단절되지 않고 이어질 수 있었다고 해도 과언이 아니다.
- 모토나리 사후 아직 당주로서의 자각이 부족했던 모리 데루모토에게 다카카게는 가신의 눈이 없는 곳에서 군신 관계가 아닌 숙부와 조카의 관계로 강경하게 간하는 것도 불사했다고 한다. 위대한 아버지・모토나리에게서 부탁받은 후계자를 가신으로서뿐만이 아니라 숙부로서도 보호자로서도 엄하게 길렀다고 한다. 후년 데루모토가 「정치는 전부 오바이인도노(黄梅院殿, 다카카게)에게 맡겼다」로 할 정도로, 데루모토에게 있어 다카카게는 자신을 길러준 아버지였다.
- 히데요시는 혼노지의 변 때 하시바 군 추격을 주장했던 모토하루의 의견을 누른 다카카게에게 고마워하여 도요토미 정권 하에서 히데요시의 다카카게에 대한 신임은 대단히 두터웠다. 히데요시는 도자마이며 게다가 바이신(陪臣, 가신의 가신)인 다카카게에게 이례적이라 할 만한 정도의 은상을 주었다. 다이코켄치(太閤検地)도 모리 씨의 영지에서만 면제해줬으며, 더하여 고다이로(五大老)에 모리 씨를 2명이나 넣었다(다카카게, 데루모토).
- 미야베 게이준은 「다카카게가 있는 한 모리의 정치는 흐트러지지 않는다」고 말했다.
- 에도 시대의 사가는 다카카게를 「세상을 다스리고 백성을 어루만진 행적이 깊고, 사랑과 화합을 한결같이 한 인장(仁将)」이라고 칭찬했다.
- 인토쿠타이헤이키(陰徳太平記)에서는 「위험한 싸움엔 항상 신중히 계략을 갖고 적을 굴하게 하는 수단을 썼다」고 평가하는 등, 아버지와 닮은 지장이었다.
- 구로다 조스이와는 사이가 좋았던 듯하다. 조스이에 대해 「당신은 상당히 머리가 좋고 매사를 즉단즉결해 버리기 때문에 후회하는 일도 많을 것이다. 나는 당신정도로 수완가가 아니라서 충분히 시간을 들인 다음에야 판단을 하기 때문에 뒤에 후회하는 일이 적다.」고 지적했다. 또 조스이는 다카카게의 부고를 접하고 「이것으로 일본의 현인은 없게 되었다.」고 탄식했다 한다. 도요토미 히데요시는 이 두 사람을 「나 이외에 천하를 다스릴 수 있는 사람이 있다고 한다면, 구로다 조스이나 고바야카와의 다카카게」라고 평했다.
- 도요토미 히데요시로부터 「해뜨는 나라는 서쪽을 다카카게에게, 동쪽을 이에야스에게 맡기면 태평할 것이다」라고까지 평을 받았다.
- 히데요시는 「이 세상의 정치가 가능한 것은 나오에와 고바야카와가 있기 때문이다」고 말했다(다만 천하를 얻기엔 나오에는 지혜가 부족하고, 고바야카와는 용기가 부족하다고 덧붙였다).

## 일화
- 임종을 앞두었을 때 같은 병상에 누워있던 동생 호이다 모토키요와 「어느 쪽이 먼저 떠날까」라는 이야기를 나누었다.
- 조카인 깃카와 히로이에에게 「하시바와의 맹약을 지키고 있기 때문에 모리 가문은 도요토미 정권 하에서 안태를 이룰 수 있다」며 자신의 자랑 하나를 들려줬다는 기술이 깃카와가 문서에 남아있다.
- 정실(시게히라의 누나)와 다카카게의 사이에는 아이가 생기지 않았지만 아내를 끔찍히 사랑하여 아이를 낳지 못하더도 측실을 두지 않았다.
- 소년 시절 형 모토하루와 눈싸움을 할 때 처음에는 패배했다. 하지만 다음 싸움에서 부하 3명으로 적 5명과 싸워 불리함을 가장하고 서서히 퇴각해 적을 충분히 끌어들인 후, 남은 2명으로 측면에서 공격해 승리를 얻었다는 일화가 있다.
- 중요한 용건이 있어 급하게 글을 쓸 필요가 있을 때는 서기에게 「급한 용무다. 마음을 충분히 침착하게 하고 쓰도록 하라.」고 말했다 한다.

## 관련 작품

### 드라마
일본
- NHK 대하드라마「히데요시」　야마자키 가이도
- NHK 대하드라마「모리 모토나리」　福田樹央 → 메구미 도시아키
- 테레비아사히 화요시대극(テレビ朝日火曜時代劇)「다이코키～천하를 얻은 남자 히데요시」　治田敦

한국
- 《불멸의 이순신》 (KBS1, 2004년~2005년, 배우:김시원)

### 영화
- 「올빼미의 성」　家辺隆雄

## 같이 보기
- 산시쿄쿤조(三子教訓状)

| 전임 고바야카와 시게히라 | 누타 고바야카와 가문 당주 1550년 ~ 1595년 | 후임 고바야카와 히데아키 |

| 전임 고바야카와 오키카게 | 다케하라 고바야카와 가문 당주 1544년 ~ 1595년 | 후임 누타 가문 상속 |